# Martin Lanig
Martin Lanig (ur. 11 lipca 1984 w Bad Mergentheim) – niemiecki piłkarz występujący na pozycji pomocnika. Obecnie jest zawodnikiem klubu Eintracht Frankfurt.

## Kariera
Lanig jako junior grał w klubach SV Königshofen, TSV Tauberbischofsheim oraz 1. FC Nürnberg. Później grał w amatorskim FV Lauda. Jego pierwszym profesjonalnym klubem było trzecioligowe TSG 1899 Hoffenheim, do którego trafił w 2003 roku. W barwach tego zespołu zadebiutował 20 września 2003 w zremisowanym 1-1 pojedynku z SV Wehen Wiesbaden, rozegranym w ramach rozgrywek Regionalligi. Łącznie w sezonie 2003/04 rozegrał siedem ligowych spotkań. Od początku następnego sezonu był już podstawowym graczem składu ekipy z Sinsheim.
W 2006 roku Lanig przeszedł do SpVgg Greuther Fürth, grającego w drugiej lidze. Jako zawodnik tego klubu pierwszy występ zanotował 20 sierpnia 2006 roku w przegranym przez jego zespół 0-1 meczu z TuS Koblenz. Natomiast pierwszego gola dla nowej drużyny strzelił 1 kwietnia 2007 w ligowym spotkaniu z Kickers Offenbach wygranym przez Gretuher Fürth 2-1. W sezonie 2007/08 z dziesięcioma trafieniami na koncie w 28 meczach był czołowym strzelcem swojego klubu, a także ligi.
W 2008 roku podpisał kontrakt z pierwszoligowym VfB Stuttgart. W Bundeslidze zadebiutował 17 sierpnia 2008 w wygranym przez jego drużynę 3-1 pojedynku z Borussią Mönchengladbach. W sezonie 2008/09 grał także w Pucharze Intertoto, Pucharze UEFA i Pucharze Niemiec.